# Mijaíl Jeráskov
Mijaíl Matvéievich Jeráskov (Pereyáslav, 25 de octubre de 1733-Moscú, 27 de septiembre de 1807) fue un notable poeta y dramaturgo clasicista ruso.

## Biografía
Nació en Pereyáslav, en una familia noble de la rama de los pequeños boyardos valaquianos Jeresco. El abuelo del poeta se trasladó de Valaquia a Rusia durante el reinado de Pedro I de Rusia. Estudió en la escuela militar para nobleza. Escribió sus primeras versos allí. En 1755 se graduó y fue ascendido al grado de subteniente. Fue adscrito al regimiento de Ingria, luego al Colegio de Comercio. En 1755 se retiró del servicio y trabajó en la Universidad de Moscú. 
En 1756 publicó sus primeras obras en la revista literaria “Yezhemésiachnye sochinéniya” (Obras mensuales). En 1760-1763 editó la revista literaria “Poléznoe uveselénie” (Diversión útil). Su casa se hizo el centro de la vida literaria de Moscú. En 1762 escribió una oda a la coronación de Catalina II de Rusia. 
En 1763 Jeráskov fue nombrado director de la Universidad de Moscú. En 1770 él se trasladó a San Petersburgo porque fue nombrado vicepresidente de Colegio de Minas. En San Petersburgo Jeráskov fundó una sociedad literaria y editó la revista “Vecherá” (Veladas). Fue despedido de su puesto debido a sus actividades literarias. En 1778 volvió a Moscú y fue nombrado vicerrector de la Universidad de Moscú. Allí fundó el Pensionado de nobles, donde estudiarían más tarde Mijaíl Lérmontov, Fiódor Tiútchev, Vasili Zhukovski y otros escritores. 
Mijaíl Jeráskov fue un notable escritor, dramaturgo y poeta clasicista ruso. Escribió su famoso poema épico ‘’Rossiada’’ sobre el asedio de Kazán (1778), pero también compuso 9 tragedias, 2 comedias y 5 dramas para teatro entre 1758 y 1807. Escribió también odas de estilo clásico, sonetos, baladas e idilios. En 1783 fue elegido miembro de la Academia Rusa de las Ciencias. 
Murió el 27 de septiembre de 1807 en Moscú.

## Obras escogidas
Poemas épicos
- «Чесменский бой» (1771) – Batalla de Chesma (Batalla de Česhme)
- «Россияда» (1778) – Rossiada
- «Владимир возрожденный» (1785) – Vladímir resucitado
- «Царь, или Освобожденный Новгород» (1800) – El Zar, o Nóvgorod liberado

Poemas filosóficos
- «Плоды наук» (publ. 1761) – Los frutos de la ciencia
- «Вселенная, мир духовный» (1790) — Universo, el mundo del espíritu
- «Пилигриммы, или Искатели счастья» (1795) — Peregrinos, o Buscadores de la felicidad
- «Бахариана» (1805) – Bajariana (cuento de los bogatyri)

Tragedias
- «Венецианская монахиня» (1758) – La monja de Venecia
- «Пламене» (1762, publ. 1765) – Llamas
- «Мартезия и Фалестра» (ок. 1766) – Martesia y Falestra
- «Борислав» (1772, publ. 1774) - Borislav
- «Идолопоклонники, или Горислава» (1782) – Los idólatras, o Gorislava
- «Юлиан Отступник» (los noventa del siglo XVIII) - Juliano el Apóstata
- «Цид» (los noventa del siglo XVIII) – El Cid
- «Освобожденная Москва» (1798) – La Moscú liberada
- «Зореида и Ростислав» (1807) – Zoreida y Rostislav

Comedías
- «Безбожник» (1761) – El ateo (La impía)
- «Ненавистник» (1770) – El odiador

Melodramas
- «Друг несчастных» (1774) – El amigo de los desdichados
- «Гонимые» (1775) – Los perseguidos
- «Милана» (1786) – Milana
- «Школа добродетели» (1796) – La escuela de la virtud
- «Извинительная ревность» (1796) – Los celos perdonables

Libros de versos
- «Новые оды» (1762) – Odas nuevas
- «Философические оды или песни» (1769) – Odas filosóficas o canciones
- «Нравоучительные басни» (1764) – Las fábulas moralizadores

Novelas
- «Нума Помпилий» (1768) - Numa Pompilio (Numa Pompilio)
- «Кадм и Гармония» (1787) – Cadmo y Harmonía (Cadmo y Harmonía)
- «Полидор, сын Кадма и Гармонии» (1792) – Polidoro, hijo de Cadmo y Harmonía (Polidoro)